# Місяць травень
«Місяць травень» — радянський художній фільм 1965 року, знятий на Кіностудії ім. О. Довженка.

## Сюжет
Студенти — Галя і Сергій — подають заяву в РАГС. Їм дають передбачений законом місяць. Молоді сваряться, миряться і знову лаються. В останній день випробувального терміну герої приходять в РАГС, щоб забрати свої заяви, а залишають його в суспільстві задоволених друзів і обурених батьків, ставши чоловіком і дружиною.

## У ролях
- Алла Чернова — Галя
- Валерій Бабятинський — Сергій
- Геннадій Ялович — Антон, аспірант
- Галина Соколова — Валя Донченко
- Борис Савченко — Іван Донченко
- Віктор Грачов — Женечка, синочок Валі і Івана Донченко
- Віталій Дорошенко — Віталік Султан, студент, сусід Сергія по кімнаті в гуртожитку
- Гія Кобахідзе — Резо, студент, сусід Сергія по кімнаті в гуртожитку
- Всеволод Абдулов — студент, сусід Сергія по кімнаті в гуртожитку
- Нонна Копержинська — мати Галі
- Людмила Іванова — мати Сергія
- Євгенія Опалова — тітка Дуся, вахтер гуртожитку
- Віктор Халатов — працівник РАГСу
- Микола Яковченко — комендант гуртожитку / перехожий-рибалка
- Олександр Гюльцен — викладач
- Людмила Сосюра — студентка
- Тетяна Єгорова — студентка
- А. Губська — епізод
- Сергій Сібель — друг Сергія
- Віктор Зозулін — приятель Наташі
- З. Друкер — епізод

## Знімальна група
- Режисер — Григорій Ліпшиць
- Сценарист — Фелікс Миронер
- Оператор — Олександр Піщиков
- Композитор — Оскар Сандлер
- Художники — Георгій Прокопець, Н. Туміна